# 画家の一覧
画家の一覧（がかのいちらん）では、50音順に画家を列記する。日本の画家は、日本の画家一覧を参照。
| 目次 | 目次 | 目次 | 目次 | 目次 | 目次 | 目次 | 目次 | 目次 | 目次 | 目次 |
| ---- | ---- | ---- | ---- | ---- | ---- | ---- | ---- | ---- | ---- | ---- |
| わ   | ら   | や   | ま   | は   |      | な   | た   | さ   | か   | あ   |
|      | り   |      | み   | ひ   |      | に   | ち   | し   | き   | い   |
| を   | る   | ゆ   | む   | ふ   |      | ぬ   | つ   | す   | く   | う   |
|      | れ   |      | め   | へ   |      | ね   | て   | せ   | け   | え   |
| ん   | ろ   | よ   | も   | ほ   |      | の   | と   | そ   | こ   | お   |

## あ行

### あ
- ヘンドリック・アーフェルカンプ
- ジョージ・アーノルド
- ハンス・フォン・アーヘン
- アイベン・アール
- ピーテル・クック・ファン・アールスト
- イヴァン・アイヴァゾフスキー
- エドゥアール＝アンリ・アヴリル
- ニコライ・アビルゴール
- カレル・アペル
- フリードリヒ・フォン・アマーリング
- ヤン・ファン・アムステル（英語版）
- ジュゼッペ・アルチンボルド
- アルブレヒト・アルトドルファー
- ヨゼフ・アルバース
- ジャン・アルプ
- ペーテル・ニコライ・アルボ
- ローレンス・アルマ＝タデマ
- ソフォニスバ・アングイッソラ
- ドミニク・アングル
- フラ・アンジェリコ
- ジェームズ・アンソール
- トルステン・アンデルソン
- エッマ・アンドリエーヴシカ

### い
- ピーテル・イサークス
- ヨハネス・イッテン

### う
- ジョルジョ・ヴァザーリ
- ヴィクトル・ヴァスネツォフ
- アントワーヌ・ヴァトー
- シュザンヌ・ヴァラドン
- ディーノ・ヴァルス
- フェルディナント・ゲオルク・ヴァルトミュラー
- ラヴィ・ヴァルマ
- ジョゼフ＝マリー・ヴィアン
- エリザベート＝ルイーズ・ヴィジェ＝ルブラン
- アントワーヌ・ヴィールツ
- ロヒール・ファン・デル・ウェイデン
- ルイス・ウェイン
- ティツィアーノ・ヴェチェッリオ
- オラース・ヴェルネ
- クロード・ジョセフ・ヴェルネ
- アンドレア・デル・ヴェロッキオ
- パオロ・ヴェロネーゼ
- ジョン・ウィリアム・ウォーターハウス
- アンディー・ウォーホル
- パオロ・ウッチェロ
- グラント・ウッド
- エドゥアール・ヴュイヤール
- モーリス・ド・ヴラマンク
- ミハイル・ヴルーベリ
- エミリー・カーメ・ウングワレー

### え
- トマス・エイキンズ
- ヤン・ファン・エイク
- ペール・エークストレム
- マリー・エグナー
- ゲラルト・エッケルト
- マウリッツ・エッシャー
- アルベルト・エデルフェルト
- マックス・エルンスト
- エドガー・エンデ

### お
- 王少飛
- ジョージア・オキーフ
- アメデエ・オザンファン
- ジョン・ジェームズ・オーデュボン
- ホセ・クレメンテ・オロスコ

## か行

### か
- フリーダ・カーロ
- アルベルト・カイプ
- ギュスターヴ・カイユボット
- アンゲリカ・カウフマン
- メアリー・カサット
- ジェイムズ・ガスリー
- アクセリ・ガッレン＝カッレラ
- カナレット
- アゴスティーノ・カラッチ
- アンニーバレ・カラッチ
- カラヴァッジオ
- ヴィットーレ・カルパッチョ
- ワシリー・カンディンスキー

### き
- H・R・ギーガー
- テオドール・キッテルセン
- アンゼルム・キーファー
- ニルス・キュレーゲル
- エルンスト・ルートヴィヒ・キルヒナー
- ドメニコ・ギルランダイオ

### く
- フーゴー・ファン・デル・グース
- ウィレム・デ・クーニング
- アルヒープ・クインジ
- ウラジーミル・クッシュ
- フレデリック・グドール
- バレリー・クドリンスキー
- ヤニス・クネリス
- フェルナン・クノップフ
- フランティセック・クプカ
- マティ・クラーワイン
- イヴ・クライン
- ルーカス・クラナッハ
- ルーカス・クラナッハ (子)
- イワン・クラムスコイ
- カルロ・クリヴェッリ
- フアン・グリス
- グスタフ・クリムト
- マティアス・グリューネヴァルト
- マクシミリアン・クルツヴァイル
- ギュスターヴ・クールベ
- パウル・クレー
- フェオファン・グレク
- エル・グレコ
- ペーダー・セヴェリン・クロイヤー
- ジョージ・グロス
- ピエール・クロソウスキー

### け
- トマス・ゲインズバラ
- フェルディナント・ファン・ケッセル（英語版）
- ヤン・ファン・ケッセル1世
- ヤン・ファン・ケッセル2世（英語版）
- エルズワース・ケリー

### こ
- アーシル・ゴーキー
- ポール・ゴーギャン
- トマス・コール
- ジャン・コクトー
- オスカー・ココシュカ
- ピエロ・ディ・コジモ
- 呉昌碩
- フィンセント・ファン・ゴッホ
- ジョン・シングルトン・コプリー
- ロヴィス・コリント
- コレッジョ
- ジャン＝バティスト・カミーユ・コロー
- ヌーノ・ゴンサルヴェス
- ジョン・コンスタブル
- ナタリア・ゴンチャロワ

## さ行

### さ
- ジョン・シンガー・サージェント
- オシップ・ザッキン
- スチュアート・サトクリフ
- アンドレア・デル・サルト
- ヒューゴ・サルムソン
- ラファエロ・サンティ

### し
- イヴァン・シーシキン
- チャールズ・シーラー
- エゴン・シーレ
- E・H・シェパード
- テオドール・ジェリコー
- ジャン＝レオン・ジェローム
- アルテミジア・ジェンティレスキ
- ダビッド・アルファロ・シケイロス
- アルフレッド・シスレー
- アンリ・ル・シダネル
- シニェイ・メルシェ・パール
- ポール・シニャック
- ルカ・シニョレッリ
- ベン・シャーン
- ピエール・ピュヴィス・ド・シャヴァンヌ
- マルク・シャガール
- アルベルト・ジャコメッティ
- ドナルド・ジャッド
- クリスチャン・シャド
- ジャン・シメオン・シャルダン
- ジャン・ジャンセン
- アントワーヌ・シャントルイユ
- フランツ・フォン・シュトゥック
- ジュリアン・シュナーベル
- 徐渭
- 焦秉貞
- ジャスパー・ジョーンズ
- ジョルジョーネ
- ニカ・シロコラッド
- カルル・フリードリッヒ・シンケル
- 沈周

### す
- シャイム・スーティン
- ジョルジュ・スーラ
- エミリオ・スカナヴィーノ
- ジョージ・スタッブス
- ヤン・ステーン
- フランク・ステラ

### せ
- 斉白石
- ケイ・セージ
- ジョヴァンニ・セガンティーニ
- ポール・セザンヌ
- グスタヴ・セーデルストレム
- ヴァレンティン・セローフ

### そ
- アンデシュ・ソーン
- フリードリヒ・シュレーダー・ゾンネンシュターン

## た行

### た
- トウヒディ・タバリ
- レオナルド・ダ・ヴィンチ
- ピエトロ・ダ・コルトーナ
- ジェンティーレ・ダ・ファブリアーノ
- アントネロ・ダ・メッシーナ
- ジョゼフ・マロード・ウィリアム・ターナー
- アーサー・ダヴ
- ジャック＝ルイ・ダヴィッド
- ヘラルト・ダヴィト
- アンソニー・ヴァン・ダイク
- ルイ・ジャック・マンデ・ダゲール
- ウラジーミル・タトリン
- アントニ・タピエス
- サルバドール・ダリ
- イヴ・タンギー

### ち
- アントニオ・チゼリ
- ベンヴェヌート・チェッリーニ
- チマブーエ
- アイヴァン・チャマイエフ
- ミカロユス・チュルリョーニス
- 陳貴平（チン・グイピン）

### て
- オスカル・テーノ
- ジョルジョ・デ・キリコ
- フランシスコ・デ・ゴヤ
- フランシスコ・デ・スルバラン
- リチャード・ディーベンコーン
- ロジャー・ディーン
- ジョヴァンニ・バッティスタ・ティエポロ
- オットー・ディクス
- ティントレット
- ロビネ・テスタール
- バーテルミー・デック
- ダフィット・テニールス1世（英語版）
- ダフィット・テニールス2世
- ダフィット・テニールス3世（英語版）
- アルブレヒト・デューラー
- ジャン・デュビュッフェ
- ラウル・デュフィ
- ジャン・デルヴィル
- ポール・デルヴォー

### と
- ニキ・ド・サンファル
- ニコラ・ド・スタール
- テオ・ファン・ドースブルフ
- シャルル＝フランソワ・ドービニー
- オノレ・ドーミエ
- ヤン・トーロップ
- エドガー・ドガ
- モーリス・ドニ
- ポール・ドラローシュ
- ウジェーヌ・ドラクロワ
- アンドレ・ドラン
- ギュスターヴ・ドレ
- ロベール・ドローネー
- サイ・トゥオンブリー

## な行

### に
- カイ・ニールセン
- アドリアン・ファン・ニウラント (子)
- ウィレム・ファン・ニウラント1世（オランダ語版）
- ウィレム・ファン・ニウラント2世
- バーネット・ニューマン

### ぬ
- カール・ヌードストローム

### ね
- オッド・ネルドル

### の
- エミール・ノルデ

## は行

### は
- エーリック・ヴァーレンショルド
- ヘンドリック・ファン・バーレン
- ヤン・ファン・バーレン
- ヘルベルト・バイヤー
- ヨン・バウエル
- ラウル・ハウスマン
- ヤコポ・バッサーノ
- フレデリック・バジール
- マリ・バシュキルツェフ
- ジャン・ミッシェル・バスキア
- ジュール・パスキン
- セルヒーイ・ヴァスィリキーウシクィイ
- 八大山人
- レナ・ハデス
- フランス・バデンス（英語版）
- ヴィルヘルム・ハンマースホイ
- セルゲイ・パラジャーノフ
- トーマス・アレキサンダー・ハリソン
- フランス・ハルス
- バルテュス
- ハンス・バルドゥング
- ヴィクトル・ハルトマン
- フラ・バルトロメオ
- パルミジャニーノ
- グスタヴ・ヴィルヘルム・パルム
- エルンスト・バルラハ
- レメディオス・バロ
- ウィリアム・ホルマン・ハント
- ジョバンニ・パオロ・パンニーニ

### ひ
- アルバート・ビアスタット
- オーブリー・ビアズリー
- ラファエル・ピール
- パブロ・ピカソ
- フランシス・ピカビア
- ジョルジュ・ビゴー
- カミーユ・ピサロ
- ピサネロ
- ベルナール・ビュフェ
- ヒューゴ・ビルイェル
- カール・テオドール・フォン・ピローティ
- ピントゥリッキオ

### ふ
- リオネル・ファイニンガー
- エミール・ファブリ
- カレル・ファブリティウス
- アンリ・ファンタン＝ラトゥール
- ロッソ・フィオレンティーノ
- レオノール・フィニ
- エミール・フィラ
- パーヴェル・フィローノフ
- フランソワ・ブーシェ
- ヨハネス・フェルメール
- ペーター・フェンディ
- ミケランジェロ・ブオナローティ
- ドゥッチョ・ディ・ブオニンセーニャ
- ルーチョ・フォンタナ
- ウィリアム・アドルフ・ブグロー
- ジャン・フーケ
- ウジェーヌ・ブーダン
- ニコラ・プッサン
- アルベルト・ブッリ
- ワルワーラ・ブブノワ
- ヨハン・ハインリヒ・フュースリー
- ロジャー・フライ
- フォード・マドックス・ブラウン
- ジャン・オノレ・フラゴナール
- ジョルジュ・ブラック
- ファンニ・ブラーテ
- ヘレン・フランケンソーラー
- サム・フランシス
- ピエロ・デラ・フランチェスカ
- ウィリアム・フリス
- カスパー・ダーヴィト・フリードリヒ
- アブラハム・ブリューゲル
- ピーテル・ブリューゲル
- ピーテル・ブリューゲル (子)
- ヤン・ブリューゲル (父)
- ヤン・ブリューゲル (子)
- アドリアーン・ブルーマールト（英語版）
- アブラハム・ブルーマールト
- コルネリス・ブルーマールト
- フレデリック・ブルーマールト（英語版）
- ヘンドリック・ブルーマールト
- ウィリアム・ブレイク
- レオン・フレデリック
- ルシアン・フロイド
- ドッド・プロクター
- ニルス・ブロメール
- アーニョロ・ブロンズィーノ
- フリーデンスライヒ・フンダートヴァッサー
- 文徴明

### へ
- フランシス・ベーコン
- エイリッフ・ペーテシェン
- エヴァ・ヘス
- マックス・ベックマン
- アルノルト・ベックリン
- マックス・ペヒシュタイン
- ディエゴ・ベラスケス
- ジェンティーレ・ベリーニ
- ジョヴァンニ・ベリーニ
- ヤーコポ・ベリーニ
- キース・ヘリング
- リッカルド・ベリ
- ペルジーノ
- バルダッサーレ・ペルッツィ
- ジャン・ロレンツォ・ベルニーニ
- ハンス・ベルメール
- ゴットフリート・ヘルンヴァイン
- ダヴィド・ペレツ
- ジュラ・ベンツール

### ほ
- エルヴィン・ヨハネス・ボヴィーン

- ヤン・ファン・ホーイェン
- ウィンスロー・ホーマー
- ジェームズ・マクニール・ホイッスラー
- ウィリアム・ホガース
- ニルス・ホシュベリ
- ヒエロニムス・ボス
- デイヴィッド・ホックニー
- ウンベルト・ボッチョーニ
- サンドロ・ボッティチェッリ
- エドワード・ホッパー
- メインデルト・ホッベマ
- フェルナンド・ボテロ
- フェルディナント・ホドラー
- ピエール・ボナール
- ハンス・ホフマン
- リューボフ・ポポーワ
- ハンス・ホルバイン (父)
- ハンス・ホルバイン
- ヴァシーリー・ポレーノフ
- ジャクソン・ポロック
- ジョット・ディ・ボンドーネ
- ヘラルト・ファン・ホントホルスト
- ヤコポ・ダ・ポントルモ

## ま行

### ま
- ジェニファー・マークス
- レオ・マイケルソン
- ハンス・マカルト
- ルネ・マグリット
- コンスタンチン・マコフスキー
- マサッチオ
- マソリーノ
- アウグスト・マッケ
- アンドレ・マッソン
- ロベルト・マッタ
- アンリ・マティス
- ヤン・マテイコ
- エドゥアール・マネ
- マリノ・マリーニ
- フランツ・マルク
- アルベール・マルケ
- ヤチェク・マルチェフスキ
- シモーネ・マルティーニ
- フランチェスコ・ディ・ジョルジョ・マルティーニ
- アーギュスト・マルムストレム
- カジミール・マレーヴィチ
- ピエロ・マンゾーニ
- アンドレア・マンテーニャ
- マナブ間部

### み
- グリゴリー・ミャソエドフ
- アルフォンス・ミュシャ
- ジャン＝フランソワ・ミレー
- ジョン・エヴァレット・ミレー
- ジョアン・ミロ

### む
- バルトロメ・エステバン・ムリーリョ
- ムンカーチ・ミハーイ
- エドヴァルド・ムンク
- イェールハルド・ムンテ

### め
- ハンス・メムリンク
- ミケランジェロ・メリージ（カラヴァッジオ）
- アドルフ・フォン・メンツェル

### も
- コロマン・モーザー
- アメデオ・モディリアーニ
- クロード・モネ
- ブラウンシュヴァイク・モノグラミスト（英語版）
- ロバート・モリス
- ベルト・モリゾ
- ギュスターヴ・モロー
- コンスタン・モンタルド
- ピエト・モンドリアン

## や行

### や
- クリスチャン・ヤンク

### ゆ
- コンスタンチン・ユオン
- モーリス・ユトリロ
- アドリアーン・ファン・ユトレヒト
- レッサー・ユリィ

### よ
- ヤーコブ・ヨルダーンス
- ヨハン・ヨンキント

## ら行

### ら
- カール・ラーション
- キキ・ラーマース
- カール・ラール
- ラッヘル・ライス
- ジョセフ・ライト
- ヘラルト・デ・ライレッセ
- ロバート・ラウシェンバーグ
- ジョルジュ・ド・ラ・トゥール
- ミハイル・ラリオーノフ
- エドウィン・ランドシーア

### り
- 李石樵
- マルセル・リーダー
- マックス・リーバーマン
- ロイ・リキテンスタイン
- イアサント・リゴー
- エル・リシツキー
- フィリッピーノ・リッピ
- フィリッポ・リッピ
- ゲルハルト・リヒター
- ダニエル・リヒター
- ホセ・デ・リベーラ
- ディエゴ・リベラ

### る
- ピーテル・パウル・ルーベンス
- モード・ルイス
- ジョルジュ・ルオー
- エド・ルシェ
- アンリ・ルソー
- テオドール・ルソー
- ピエール＝ジョゼフ・ルドゥーテ
- オディロン・ルドン
- ピエール＝オーギュスト・ルノワール
- シャルル・ルブラン
- アンドレイ・ルブリョフ
- フィリップ・オットー・ルンゲ

### れ
- フランソワ＝ガブリエル・レポール
- マン・レイ
- ルーカス・ファン・レイデン
- オーギュスト・レイノー（フランス語版）
- フレデリック・レイトン
- レンブラント・ファン・レイン
- イサーク・レヴィタン
- グイド・レーニ
- レオナ・タグチ
- フェルナン・レジェ
- ジョシュア・レノルズ
- フランツ・フォン・レンバッハ
- タマラ・ド・レンピッカ

### ろ
- ヤーコプ・ファン・ロイスダール
- ゲオルク・フォン・ローゼン
- アンリ・ド・トゥールーズ＝ロートレック
- マリー・ローランサン
- トーマス・ローレンス
- マーク・ロスコ
- ダンテ・ゲイブリエル・ロセッティ
- ノーマン・ロックウェル
- アレクサンドル・ロトチェンコ
- アントニオ・ロペス・ガルシア
- アントン・ロマコ
- ジュリオ・ロマーノ
- クロード・ロラン
- ジョン・ヘンリー・ロリマー（英語版）

## わ行

### わ
- アンドリュー・ワイエス
- ジャン＝フレデリック・ワルデック